# Jan Josef Zeberer
Jan Josef Zeberer (německy Johann Joseph Zeberer, 13. července 1712 Blatná – 9. července 1789 Praha) byl český právník, městský úředník Nového Města Pražského a překladatel. Dle jeho českého překladu německého originálu dramatu Kníže Honzík bylo roku 1771 v pražském Divadle v Kotcích provedeno první představení klasického dramatu hrané v češtině.

## Život

### Mládí a kariéra
Narodil se v Blatné v jižních Čechách. Vytudoval gymnasium, následně potom filosofili a práva na Karlo-Ferdinandově univerzitě v Praze, kde roku 1739 dosáhl titulu doktora obojího práva. Okolo roku 1740 vstoupil do služby obce Nového Města Pražského, kde půdobil jako písař, následně radní a posléze také novoměstský kancléř. V této pozici setrval do spojení měst pražských pod jedním magistrátem 1783, načež pak odešel na odpočinek. 

### Překladatelská činnost
V atmosféře rozvíjející se první fáze národního obrození se čile věnoval také jazykovědě a v rukopisech zaznamenával a shromažďoval materiály pro potřeby podrobného německo-českého slovníku, který však nikdy nebyl vydán. Patřil do českého vlasteneckého okruhu kolem Václava Matěje Krameria či Jana Františka z Neuberka. Věnoval se rovněž překladům z němčiny, např. přeložil do češtiny hrdelní právní řád, vydaný ve Vídni císařovnou Marií Terezií roku 1769. 

### Kníže Honzík
Zeberer se asi nejvýrazněji zapsal do historie českého divadla, a to jakožto překladatel prvního dramatu zahraného v češtině profesionální divadelní společností. Zebererův překlad Kníže Honzík, pořízený z německého originálu Herzog Michel od dramatika Johanna Christiana Krügera, byl roku roku 1771 uveden společností Johana Josefa Bruniana v divadle v Kotcích na pražském Starém Městě. Představení se však setkalo s nelibostí publika: překlad nebyl kvalitní a většinou jen německy mluvící herci nedeklamovali český text srozumitelně, naopak kladně byla přijata mj. archivářem a publicistou Františkem Martinem Pelclem. Od dalších pokusů o české inscenace nicméně Brunian se svým souborem upustil a k dalším pak došlo až se vznikem divadla Bouda roku 1786.

### Úmrtí
Jan Josef Zeberer zemřel 9. července 1789 v Praze ve věku 76 let. Pohřben byl na Olšanských hřbitovech.